# تشارلز في. ستيوارت
تشارلز في. ستيوارت هو سياسي أمريكي، ولد في 9 مايو 1819، وتوفي في 13 أغسطس 1880.